# 박용기 (군인)
박용기(朴容琪, 1929년 ~ 2012년)는 예비역 대한민국 육군 대령이다. 1961년 5·16 쿠데타에 참여했으며, 교통신문 사장, 중앙정보부 부산지부장을 지냈다.

### 4.19 기념일 쿠데타 기도
박정희는 1961년 4.19 혁명 1주년 기념식을 대규모 유혈 폭동으로 발전시켜 장면 정부가 계엄령을 선포하면 폭동 진압 부대를 출동시켜 쿠데타를 일으킬 준비를 하고 있었다. 또한 김종필, 박종규가 공작한 비밀 학생 조직원들이 시위를 선동해 줄 것으로 기대하고 있었다.
4월 16일 박정희의 쿠데타 계획에 반대하는 이한림 1군 사령관 예하의 참모 부서에선 작전처의 육사 8기 장교들을 중심으로 쿠데타 주체 조직이 형성되었다. 11명의 장교들은 이날 박용기 중령 집에 모여, 서울에서 쿠데타가 시작되면 군사첩보대와 235수송중대 병력을 동원하여 이한림 장군의 숙소와 사무실을 포위하고 특공대를 편성, 그를 체포한다는 계획을 확정했다. 박정희의 지시를 받은 박종규 소령 등이 한 달 동안 지켜봤지만 시위가 질서있게 진행되는 바람에 데모 유치 계획이 실패하고 말았다.

### 5.16 군사정변시 역할
박용기는 조창대 중령을 비롯한 이종근(국회의원 역임), 심이섭 등과 육사 8기 동기생으로서 5·16 쿠데타 당시 실 병력을 지휘하지 않는 참모장교였다. 군사쿠데타에 반대하고 서울로 진입한 쿠데타군을 무력화 시킬 수 있는 무력을 보유했던 당시 1군 사령관인 이한림의 전화를 감청했다. 1961년 5월 18일 새벽 6시 헌병 중위로 위장한 채 조창대 중령, 안찬희, 김수만 대위와 함께 원주 사령관 관사로 달려갔다. 당시 참모장 황현친, 군수참모 박원근 장군과 아침 식사 중이던 이한림을 권총으로 위협해서 원주, 여주, 이천,  천호동을 거쳐 육본으로 납치했다. 이때 김원호는 경비행기를 조종하여 호송차를 따랐다.

### 김지태 수사 박정희 지시 증언
5.16 쿠데타에 성공한 박정희가 1962년 정초 연휴에 부산에 내려왔다. 김지태가 “부산일보 및 문화방송을 미끼로 부정축재 및 탈세”를 하고 있으며 “혁명사업에 비협조적이니 철저하게 조사”하라고 독대한 중앙정보부 부산지부장 박용기에게 지시했다.
중앙정보부 부산지부는 1962년 3월 27일, 외국환관리법 위반 등의 혐의로 부산일보 전무 윤우동, 한국생사 상무 이상학, 조선견직 전무 배정기 등 김지태 회사 임직원 10여 명을 구속했다. 이 당시 일본 출장 중이던 김지태를 귀국시키기 위해 사흘 뒤에는 김지태의 부인 송혜영을 잡아들였다.
결국 정보부 측의 꼬임으로 귀국한 김지태는 구속되었고, 당시 군사혁명위원회는 부일장학회를 포함한 부산일보, 문화방송 등을 국가에 헌납하는 조건으로 합의안을 제시하였으나, 원칙을 주장하던 박용기는 재산 헌납에 반대하였고 박정희의 미움을 받게되었다.
1962년 당시 중앙정보부 부산지부장이었던 박용기씨는 <시사저널>과의 통화에서 1962년 중앙정보부 부산지부가 5·16장학회(현 정수장학회)의 전신인 부일장학회를 설립한 고 김지태씨에 대한 수사에 착수했던 배경에는 박정희 전 대통령의 직접 지시가 있었다고 전격 증언했다. 이른바 ‘김지태 사건’ 수사 책임자였던 박씨의 육성이 직접 언론에 공개된 것은 이번이 처음이다. 박용기씨는 ”1962년 초 부산에 내려온 박정희 전 대통령과 단둘이 만났을 때 박 전대통령이 (5·16장학회의 전신인 부일장학회를 설립한) 김지태씨를 수사하라고 직접 지시했다”라고 말했다. 부정 축재, 탈세뿐 아니라 혁명 사업에 비협조적이었던 김씨의 행적 등을 조사하라고 했다는 것이다.
1962년 9월 24일 박용기 대령은 혁명정부에 의해 구속되었다. 중앙정보부 부산지부장으로 재직 중 사건을 무마해주고 돈을 받아 횡령하거나 기부금을 불법으로 모집한 혐의 등의 횡령죄로 징역 5년을 선고받았다.